# Amphoe de Bang Rakam
Bang Rakam (en tailandés: บางระกำ) es un distrito (amphoe) en la parte occidental de la provincia de Phitsanulok, el centro de Tailandia.
El distrito es un amphoe desde 1917. Los distritos vecinos son (en sentido horario desde el norte): amphoe de Kong Krai Rat y amphoe Kirimat en la provincia de Sukhothai, amphoe de Phrom Phiram, amphoe de Mueang Phitsanulok y amphoe de Bang Krathum en la provincia de Phitsanulok, el amphoe de Sam Ngam y amphoe de Wachirabarami en la provincia de Phichit y amphoe de Lan Krabue en la provincia de Kamphaeng Phet.
El distrito está subdivido en 11 subdistritos (tambon). La capital Bang Rakam ocupa el tambon Bang Rakam.
| 1.  | Bang Rakam           | บางระกำ     |  |
| 2.  | Plak Raet            | ปลักแรด      |  |
| 3.  | Phan Sao             | พันเสา       |  |
| 4.  | Wang Ithok           | วังอิทก       |  |
| 5.  | Bueng Kok            | บึงกอก       |  |
| 6.  | Nong Kula            | หนองกุลา     |  |
| 7.  | Chum Saeng Songkhram | ชุมแสงสงคราม |  |
| 8.  | Nikhom Phatthana     | นิคมพัฒนา     |  |
| 9.  | Bo Thong             | บ่อทอง       |  |
| 10. | Tha Nang Ngam        | ท่านางงาม    |  |
| 11. | Khui Muang           | คุยม่วง       |  |